# Roberto Júlio de Figueiredo
Roberto Júlio de Figueiredo (nacido el 20 de febrero de 1979) es un futbolista brasileño que se desempeña como centrocampista.
Jugó para clubes como el Ponte Preta, Avispa Fukuoka, Oita Trinita, Sagan Tosu, Yokohama FC y FC Tokyo.

## Trayectoria

### Clubes
| Club           | País   | Año         |
| -------------- | ------ | ----------- |
| Ponte Preta    | Brasil | 1998 - 2003 |
| Avispa Fukuoka | Japón  | 2004 - 2006 |
| Oita Trinita   | Japón  | 2007 - 2009 |
| Sagan Tosu     | Japón  | 2009        |
| Yokohama FC    | Japón  | 2010 - 2012 |
| FC Tokyo       | Japón  | 2011        |